# Álvaro Soler
Álvaro Tauchert Soler (* 9. ledna 1991, Barcelona) je španělsko-německý popový zpěvák. Mezi jeho největší hity patří Sofia, El mismo Sol, La cintura, nebo např. Manila (s Rayem Daltonem). Jeho manželkou je Melanie Kroll, německá modelka, se kterou se zasnoubili v srpnu 2022, poté se 23.5.2023 vzali.

## Život
Jeho otec je původem Němec, matka je napůl Španělka a napůl Belgičanka. Když mu bylo 10 let, přestěhoval se s rodiči do Japonska, kde vyrůstal do svých 17 let. Po návratu do Španělska založil se svým bratrem a kamarády kapelu Urban Lights. Soler také studoval průmyslový design, navštěvoval hudební školu a spolupracoval s modelingovou agenturou.
V roce 2014 kapelu opustil, přestěhoval se do Německa a vydal se na sólovou dráhu. Zahájil ji singlem El mismo sol. Po jeho úspěchu vydal o rok později debutové album Eterno Agosto, na kterém je i jeho další hit Sofia, natočený na Kubě v prostředí staré Havany.